# Inez (artiest)
Inez, geboren als Ines Atili, is een Nederlands-Marokkaanse zangeres.

## Biografie
Het eerste nummer dat Inez opnam in de studio en in eigen beheer uitbracht was Menak Wla Meni (Van Jou, Of Van Mij). In het nummer zingt ze in het Arabisch, Frans en het Nederlands. Niet lang daarna bracht Inez eigenhandig haar tweede single My Love uit. Beide singles zijn miljoenen keren gestreamd in binnen- en buitenland.

## Discografie

### Singles
- 2019 - Menak Wla Meni
- 2019 - My Love
- 2020 - Mijn Doel
- 2020 - Oumi
- 2020 - Salina
- 2020 - Donker
- 2021 - Als Ik Thuis Kom
- 2021 - Ya Benti
- 2023 - Sbabi
- 2023 - Ana Lik